# Бузас, Титас
Ти́тас Бу́зас (лит. Titas Buzas; 14 июня 2004 года, Мариямполе, Литва) — литовский футболист, атакующий полузащитник клуба «Хегельманн».

## Клубная карьера
Является воспитанником футбольных клубов «Мариямполе» и «Белененсеш». В 2020 перешёл в ДФК «Дайнава», за который дебютировал в матче против «Ритеряй». Всего за клуб сыграл 3 матча.
11 августа 2021 года перешёл в киевское «Динамо», но 1 марта 2022 года из-за вторжения России на Украину перешёл в аренду в «Ионаву». За клуб дебютировал в матче против «Хегельманна». Всего за клуб сыграл 9 матчей, где отдал одну голевую передачу.
21 июля 2022 года перешёл в «Аугсбург».

## Карьера в сборной
За сборную Литвы до 17 лет сыграл 12 матчей, где забил 3 мяча. За сборные Литвы до 18 и 19 лет сыграл 15 матчей, где забил 3 мяча. За молодёжную сборную Литвы сыграл 1 матч.